# ريد ويب
ريد ويب (بالإنجليزية: Red Webb)‏ هو لاعب كرة قاعدة أمريكي، ولد في 25 سبتمبر 1924، وتوفي في 7 فبراير 1996 في هايتسفيل في الولايات المتحدة.

## وصلات خارجية
- ريد ويب على موقعبيزبول رفرنس.كوم (الدوري الرئيسي) (الإنجليزية)
- ريد ويب على موقعبيزبول رفرنس.كوم (الدوري الثانوي) (الإنجليزية)